# Comtat d'Artois
El comtat d'Artois fou una jurisdicció feudal del nord del Regne de França. Limitava al nord pel comtat de Flandes, a l'est pels comtats de Flandes i d'Hainaut, a l'oest pel pas de Calais i al sud per Picardia. Correspon a la major part de l'actual departament del Pas de Calais. La seva capital era Arràs i les principals ciutats Avesnes, Hesdin, Bapaume, Saint-Pol-sur-Ternoise, Aubigny, Béthune, Lens, Aire i Saint-Omer. El país és una planura.

## Història
Artois fou un comtat carolingi, del qual els comtes no són coneguts. El darrer fou suposadament Adalelm, un fill segon del qual (nascut vers 970) seria l'origen dels senyors de Béthune. Balduí II de Flandes va conquerir força abans Artois el 892. El comte Heribert II de Vermandois va ocupar Artois el 927, si bé el territori va restar disputat entre Arnold I el Vell de Flandès i el comte de Vermandois i Arnold I el va recuperar el 932. En accedir al tron de Flandes Arnold II el Jove a la mort del seu avi Arnold I el 965 el regne de França Occidental va agafar el control temporal de l'Artois però el va retornar a Flandes quan Arnold el Jove va arribar a la majoria d'edat. Va restar sota control de Flandes fins al 1180.

### Territoris guanyats a Flandes (1180-1227)
En el moment en què el comte de Flandes Felip d'Alsàcia va casar a la seva neboda Isabel d'Hainault, filla de Margarida i de Balduí V d'Hainaut, amb Felip August de França (1180), va cometre l'empipador error de comprometre, a títol de dot de la jova reina, una notable porció dels seus estats (Arràs, Saint-Omer, Aire, Hesdin).
Després de la mort de Filip d'Alsàcia, el tractat d'Arràs (octubre de 1191) va confirmar que el comtat de Flandes perdia, en benefici de Felip August tot l'antic comtat de Boulogne, l'antic Ternois i el Pagus Atrebatensis, excepte Douai i la part de l'Ostrevant occidental que n'era veí. El rei va rebre el jurament dels seus nous vassalls immediats del Bolonyès i del Ternois.
Cap a finals del 1195, Felip August, per una acta aixecada a Vernon, va reconèixer a Balduí IX de Flandes i VI d'Hainaut el castell de Mortagne i va renunciar a tota pretensió sobre Douai i Lécluse. En contrapartida, el comte abandonava tots els drets que podia tenir sobre els comtats de Boulogne i de Guînes i sobre el castell d'Oisy, el que sembla que va implicar la renúncia a la castlania de Cambrai.
Però quan Ricard Cor de Lleó del Regne d'Anglaterra es va trobar enfrontat amb el rei de França, Balduí no va vacil·lar a temptar de nou la fortuna de les armes, i per recuperar els territoris que els seus predecessors havien posseït, va signar el mes de setembre de 1196 el tractat de Rouen, renovat als Andelys el 1197: els dos contractants es comprometien a no fer pau separada amb Felip August. La majoria dels grans de Flandes i d'Hainaut van ratificar aquestes convencions a les quals es va adherir també el comte Renald de Boulogne que es queixava d'una denegació de justícia de part del rei francès, i havia fet homenatge directament al comte de Flandes aliant-se amb ell i el comte Balduí II de Guînes, cosa que era una clara violació del tractat d'Arràs. Balduí de Flandes, poc després, va posar setge a Arràs.
Diferents circumstàncies van conduir Balduí a negociar, i va obtenir la pau de Péronne (2 de gener del 1200) en condicions relativament avantatjoses. Felip August abandonava Saint-Omer, Aire, els feus de Guînes, d'Ardres, de Lillers, de Richebourg, de La Gorgue, així com una terra que el procurador de Béthune tenia més enllà del fossat; confirmava la renúncia relativa a Mortagne, i afegia que en cas que el seu fill Lluís morís sense hereu, tot Flandes en la seva antiga extensió tornaria a Balduí sense obligació de compensació, excepte per al seu hereu. El rei conservava Arràs, Bapaume, Lens, Boulogne, Saint-Pol, Hesdin i Béthune, és a dir que la restitució efectuada a Péronne no consistia més que en una banda bastant estreta de territori, al llarg de la frontera, des de Béthune fins al mar. Aquestes concessions eren el preu de l'abandó de l'aliança anglesa.
El 1211, Joana de Flandes, hereva de Flandes, i Ferran de Flandes, el seu marit, van anar a retre homenatge a Felip August, però Lluís VIII de França, per una monstruosa perfídia, va aprofitar el seu sojorn a París per apoderar-se d'Aire i Saint-Omer, que el recent pacte, signat el 1200, havia restituït a Flandes. Ferran i Joana van haver de ratificar aquesta usurpació; el tractat de Pont-à-Vendin (25 de febrer de 1212 o 24 de febrer de 1211) anul·lava el tractat de Péronne.
L'any següent, Felip August va resoldre atacar Anglaterra i Ferran es va negar a seguir-lo i va pretendre exigir l'homenatge del comte de Guînes Arnoul II del que va envair el territori i va portar presonera en Flandre la seva dona Béatriu de Bourbourg.
L'aliança del comte de Flandes i del comte de Boulogne amb el rei Joan sense Terra i amb l'emperador Otó IV es va deslligar tràgicament sobre el camp de batalla de Bouvines (27 de juliol del 1214). Els francesos van obtenir la victòria i Ferran va ser portat a captiu a París (a una presó del Louvre). Renald I de Dammartin, presoner com el comte de Flandes, va ser tancat a Péronne on va morir; Felip August el va desposseir del seu comtat per donar-lo al seu propi fill Felip, que s'havia casat amb Matilde (que fou Matilda II de Boulogne), filla d'Ida i de Renald. Ferran va continuar captiu durant dotze anys i no va sortir de la seva presó més que després de la mort de Lluís VIII; va signar l'abril del 1226, el tractat de Melun que, al començament de la regència de Blanca de Castella, va ser lleugerament modificat. És llavors, 6 de gener del 1227, quan Ferran va recobrar la seva llibertat. Aquest tractat consagrava definitivament l'abandó dels territoris flamencs el conjunt dels quals havia constituït el comtat d'Artois; el silenci mateix sobre aquestos territoris implicava els desmembrament definitiu, si bé la responsabilitat inicial fou de Felip d'Alsàcia.

### Comtat feudal

#### Dinastia capeta
Lluís VIII va morir el 8 de novembre del 1226, deixant en el seu testament l'Artois en llegat al seu segon fill, Robert, encara un nen. No va ser fins al 1237 que Robert va rebre efectivament del seu germà Lluís IX de França la terra d'Artois: Arràs, Saint-Omer, Aire, Hesdin, Bapaume, Lens i les seves dependències. Lluís IX havia confirmat les disposicions del seu pare en aquest sentit, afegint que Hesdin, Bapaume i Lens, que formava la viduïtat de la seva mare Blanca de Castella, no havien d'anar a Robert més que a la mort de Blanca; però aquesta va sobreviure al seu fill: Robert d'Artois va morir a Mansura (Egipte) el 1250 i la reina mare no va morir fins al 1252.
L'Artois va passar al fill de Robert I, Robert II d'Artois. El 1297, el comtat d'Artois fou transformat en comtat-pairia. Robert II va morir a Kortrijk el 1302. El comtat fou llavors disputat entre el seu net Robert III d'Artois i la seva filla Mafalda d'Artois, i el Tribunal dels pars acabà decidint a favor de la comtessa Mafalda. Robert III va obtenir la senyoria de Beaumont-le-Roger amb títol de comtat. Condemnat per haver produït documents falsos, les seves terres foren confiscades; el seu fill Joan d'Artois va obtenir 20 anys després el comtat d'Eu (1350). Aquesta branca es va extingir el 1472.
Mafalda o Matilda es va casar amb Otó IV de Borgonya (comte palatí de Borgonya), i va morir el 1329, deixant una noia Joana II de Borgonya, que, des de 1315, heretà el comtat de Borgonya del seu germà Robert el Nen i que a l'Artois, va succeir a la seva mare (1329), a la qual no va sobreviure més que uns mesos (1330).
Genealogia
```
Lluís VIII de França

│
├─> 
Sant Lluís de França

│ │
│ └─>
Dinastia Capeta

│
├─> 
Robert I d'Artois
 (1216-1250), comte d'Artois
│ x 
Matilde de Brabant

│ │
│ ├─> 
Blanca
 (1248-1302)
│ │ x 1) 
Enric I de Navarra

│ │ x 2) Edmond, comte de Lancaster
│ │
│ └─> 
Robert II
 (1250-1302), comte d'Artois
│ x 1) 
Amícia de Courtenay

│ x 2) 
Agnès de Dampierre

│ x 3) Margarida d'Hainaut
│ │
│ ├─> 
Mafalda
 (1268-1329), comtessa d'Artois
│ │ x 
Otó IV de Borgonya

│ │
│ ├─> 
Felip
 (1269-1298)
│ │ x 
Blanca de Bretanya

│ │ │
│ │ ├─>Margarida (1285-1311)
│ │ │ x Lluís de França comte d'Evreux (+1319)
│ │ │
│ │ ├─> 
Robert III d'Artois
 (1287-1342), comte de Beaumont-le-Roger
│ │ │ x 
Joana de Valois
 (morta el 1363)
│ │ │ │
│ │ │ ├─> 
Joan d'Artois
 (1321-1387), comte d'Eu
│ │ │ │ x Isabel de Melun
│ │ │ │ │
│ │ │ │ ├─>Joana (1353-1368)
│ │ │ │ │ x Simó de Thouars, comte de Dreux
│ │ │ │ │
│ │ │ │ ├─>Joan (1355-1363)
│ │ │ │ │
│ │ │ │ ├─> 
Robert IV
 (1356-1387), comte d'Eu
│ │ │ │ │
│ │ │ │ ├─> 
Felip d'Artois
 (1358-1397), comte d'Eu
│ │ │ │ │ x 
Maria de Berry

│ │ │ │ │ │
│ │ │ │ │ ├─> 
Carles
 (1394-1472), comte d'Eu
│ │ │ │ │ │ x 1) Joana de Saveuse
│ │ │ │ │ │ x 2) Helena de Melun
│ │ │ │ │ │
│ │ │ │ │ ├─>Felip (1395-1397)
│ │ │ │ │ │
│ │ │ │ │ ├─> 
Bona d'Artois
 (1396-1425)
│ │ │ │ │ │ x 1) 
Felip de Borgonya
 (1389-1415), comte de Nevers i de Rethel
│ │ │ │ │ │ x 2) 
Felip el Bo
, duc de Borgonya
│ │ │ │ │ │
│ │ │ │ │ └─>Caterina (1397-1420)
│ │ │ │ │ x Joan de Borbó, senyor de Carency 
│ │ │ │ │
│ │ │ │ ├─>Carles (1359-1368)
│ │ │ │ │
│ │ │ │ └─>Isabel (1361-1379)
│ │ │ │
│ │ │ ├─>Joana (1323-1324)
│ │ │ │
│ │ │ ├─>Jaume (1325- després de 1347)
│ │ │ │
│ │ │ ├─>Robert (1326- després de 1347)
│ │ │ │
│ │ │ └─>Carles (1328-1385), comte de Pezenas
│ │ │ x Joana de Baucay
│ │ │ │
│ │ │ └─>Lluís (1362-1362)
│ │ │
│ │ ├─>Isabel (1288-1344),monja a Poissy 
│ │ │
│ │ ├─>Joana (1289-després de 1347)
│ │ │ x 
Gastó I de Foix

│ │ │
│ │ ├─>Maria (1291-1365)
│ │ │ x Joan de Dampierre, comte de Namur
│ │ │
│ │ └─>Caterina (+1368)
│ │ x Joan II, comte de Ponthieu i d'Aumale
│ │
│ └─>Robert (1271-1272)
│
└─> 
Carles I de Sicília

│
└─> 
Casa d'Anjou
-Sicília
```

#### Dinastia borgonyona
Joana, casada amb el rei Felip V de França, havia tingut una filla del mateix nom que, el 1318, es va casar amb Eudes IV o Odó IV, duc de Borgonya, i a aquest matrimoni, el 1330, a la mort de la mare de Joana (III), va passar l'Artois i el Franc Comtat. Eudes IV va morir el 1350. El seu net, Felip I de Borgonya (Felip de Rouvre) es va casar el 1357 amb Margarida III de Flandes (Margarida de Male), encara una nena en aquesta època, que va enviudar el 1361.
Vuit anys més tard, Margarida es casava de nou amb Felip II de Borgonya al que el seu pare, el rei Joan II de França, acabava d'investir (6 de setembre del 1363) amb el ducat de Borgonya, vacant per la mort de Felip de Rouvre.
L'Artois i el Franc Comtat, que aquest mateix Felip de Roure havia rebut de la seva àvia Joana (esposa d'Eudes IV de Borgonya), van passar per herència a la seva bestia, Margarita, germana de Joana (III), filla de Felip V. Aquesta Margarida era vídua aleshores de Lluís I de Flandes (Lluís de Crecy, mort el 1346) i fou comtessa per dret del 1361 a la seva mort el 1382. Llavors la va succeir el seu fill Lluís de Male que va heretar l'Artois i el Franc Comtat. Així l'Artois tornava a la casa de Flandes i incloïa la senyoria de Béthune, qui li havia estat incorporada per Felip IV de França el 1311, i havia seguit els mateixos destins que el comtat.
Els comtats de Boulogne, de Guînes i de Saint-Pol van romandre en l'esfera d'influència de l'Artois, i, a excepció dels territoris que van ser temporalment ocupats pel Regne d'Anglaterra, van seguir tanmateix els seus destins.

### Darreres nissagues
A la mort de Lluís de Male (1384), l'Artois va passar a Margarida de Male i al seu espòs Felip l'Intrèpid, duc de Borgonya. El 1477, passà amb una gran part dels Estats Borgonyons al poder de la casa d'Habsburg, a qui fou arrabassat pels francesos per conquesta el 1640, annexió confirmada pel tractat dels Pirineus el 1659 i la Pau de Nimega el 1679. El comtadt d'Artois ja no fou un feu sinó que va passar al domini reial.
El títol de comte d'Artois fou portat per diversos prínceps francesos, dels quals només es pot esmentar el tercer germà de Lluís XVI de França, que després fou Carles X de França.

## Llista de comtes

### Dinastia capeta
| Dates       | Comtes | Notes |
| 1237 - 1249 | Robert I (1216 - 1250), dit Robert el Bo o el Valent \| Fill de Lluís VIII de França i de Blanca de Castella. | |
| 1250 - 1302 | Robert II d'Artois (1250 - 1302), dit Robert el Noble                                                         | Fill de Robert I i de Matilde de Brabant (1224-1288).                                                                        |
| 1302 - 1329 | Matilda d'Artois (1268 - † 1329) (Mahaut d'Artois)                                                            | Filla de Robert II d'Artois i d'Amícia de Courtenay. Per matrimoni amb el comte Otó IV de Borgonya fou comtessa de Borgonya. |

### Nissaga d'Ivrea
| Dates       | Comtes                                                                                            | Notes |
| 1329 - 1330 | Joana II de Borgonya (Joana I d'Artois) anomenada a Artois Joana I d'Artois (vers 1291 - † 1330). | Fille de la comtessa Matilda i d'Otó IV de Borgonya. Per matrimoni amb el futur Felip V el Llarg fou reina de França (1316 - 1322) |

### Segona nissaga capet
| Dates       | Comtes                                                                        | Notes |
| 1330 - 1347 | Joana III de Borgonya, II d'Artois, reina de França (1308-1347) (1308 - 1347) | Filla de Joana II de Borgonya i I d'Artois i del rei Felip V de França. Es va casar amb Eudes IV de Borgonya al que va aportar el comtat d'Artois. |

### Nissaga capeta de Borgonya
| Dates       | Comtes                                      | Notes |
| 1330 - 1347 | Eudes IV de Borgonya (1295 - 1349)          | Fill del duc Robert II de Borgonya (mort el 1306) i d'Agnès de França (morta el 1325), filla de Sant Lluís de França. Duc de Borgonya a la mort de son germà Hug V de Borgonya, fou comte d'Artois per matrimoni amnb Joana de França. |
| 1347 - 1361 | Felip I (1346 - 1361) dit Felip de Rouvres. | Net de Joana de França i d'Eudes IV, i fill de Felip de Borgonya (1323-1346, 1346) i de Joana I d'Alvèrnia (morta el 1360). |

### Capets
| Dates       | Comtes                            | Notes |
| 1361 - 1382 | Margarida de França (1309 - 1382) | Filla del rei Felip V de França el Llarg i de la comtessa Joana II d'Artois, va heretar del seu besnebot Felip I els comtats de Bourgogne i d'Artois. Es va casar amb el comte Lluís I de Flandes (mort el 1346). |

### Nissaga de Dampierre
| Dates       | Comtes                                                  | Notes |
| 1382 - 1383 | Lluís II de Flandes (1330 - 1383) dit Lluís II de Mâle. | Fill de Margarida de França i de Lluís I de Flandes. Es va casar amb Margarida de Brabant filla del duc Joan III de Brabant. A la seva mort el 1383, el va heretar la seva fila Marguerida III. |
| 1383 - 1405 | Margarida III de Flandes i I d'Artois (1350 - 1405).    | Filla de Lluís II de Flandes i de Margaride de Brabant. En segones noces es va casar amb el duc Felip II de Borgonya, fill del rei de França Joan II el Bo i de Bona de Luxemburg.              |

### Nissaga capeta de Valois-Borgonya
| Dates       | Comtes                                                     | Notes |
| 1383 - 1404 | Felip II de Borgonya (1342 - 1404) dit «Felip l'Intrèpid». | À la mort de son sogre Lluís II de Flandes, va coheretar amb la seva esposa Margarida III de Flandes totes les seves possessions. |
| 1404 - 1419 | Joan I (1371 - 1419) dit Joan sense Por.                   | Fill de Felip l'Intrepit i de Margarida III de Flandes, es va casar amb Margarida de Baviera (1363-1423), filla d'Albert I d'Hainaut. |
| 1419 - 1467 | Felip III de Borgonya (1396 - 1467), dit Felip el Bó       | Fill del duc Joan I i de Margarida de Baviera, es va casar dues vegades, la segona amb Isabel de Portugal (1397-1471) († 1472). |
| 1467 - 1477 | Carles el Temerari (1433 - † 1477).                        | Fill de Felip III de Borgonya i d'Isabel de Portugal, casat dues vegades la segona amb Isabel de Borbó (morta el 1465), filla de Carles I de Borbó. |
| 1477 - 1482 | Maria de Borgonya (1457 - 1482)                            | Filla de Carles el Temerari i d'Isabel de Portugal. Ella fou duqussa de Brabant, de Limburg, de Luxembourg, i comtesse de Flandes, d'Artois, d'Hainaut i del Palatinat de Borgonya o Franc Comtat. Es va casar amb Maximilià, després emperador MaximiliàI d'Habsburg († 1519). |

### Casa d'Habsburg
| Dates       | Comtes                                                              | Notes |
| 1477 - 1482 | Maximilià I (1459 - 1519)                                           | Fill de Frederic III del Sacre Imperi Romanogermànic i de Maria de Borgonya, filla del duc Carles el Temerari. A la mort d'aquest darrer el comtat d'Artois va passar al seu fill Felip d'Habsburg, conegut per Felip el Bell. |
| 1482 - 1506 | Felip el Bell (1478 - 1506)                                         | Fill de Maximilià I i de Maria, es va casar amb Joana I de Castella (Joana la Boja), filla del rei Ferran el Catòlic i d'Isabel la Catòlica.                                                                                   |
| 1506 - 1556 | Carles d'Habsburg (1500 - 1558), emperador conegut com Carles Quint | Fill de Felip d'Habsburg i de Joana I de Castella; es va casar amb Isabel de Portugal i d'Aragó (1503-1539), filla de Manuel I de Portugal                                                                                     |
| 1556 - 1598 | Felip II de Castella (1527 - 1598)                                  | Fill de Carles Quint i d'Isabel de Portugal, es va casar quatre vegades, la darrera amb la seva neboda Anna d'Àustria (1549-1580), filla de l'emperador Maximilià II del Sacre Imperi Romanogermànic.                          |
| 1598 -1621  | Felip III de Castella (1578 - 1621)                                 | Fill de Felip II i d'Anna, es va casar a la seva cosina Margarida d'Àustria-Estíria, germana de l'emperador Ferran II del Sacre Imperi Romanogermànic.                                                                         |
| 1621 -1659  | Felip IV de Castella (1605 - 1665)                                  | Fill de Felip III i de Margarida, es va casar amb Elisabet de França (1602-1644), filla gran del rei Enric IV de França |

### Comtat d'Artois en assignació
- 1757-1791: Carles de Borbó, futur Carles X de França.